# 56-я пехотная дивизия (вермахт)
56-я пехотная дивизия (нем. 56. Infanterie-Division) —военное подразделение немецкой армии времён Второй Мировой Войны.

## История формирования дивизии
Дивизия была сформирована 26 августа 1939 года как дивизия второй волны призыва. Участвовала во вторжении в Польшу. В 1940 году была переброшена в Гельдерн для участия во вторжении во Францию, вторгалась также в Бельгию. По состоянию на 25 октября 1940 состояла из 156 артиллерийского, 234-го, 171-го, 192-го пехотных полков. Впоследствии добровольцы из дивизии были набраны в 304-ю пехотную дивизию.
Впервые была отмечена на советско- германском фронте 23 июня 1941 года на Владимир-Волынском направлении в составе группы армий «Юг», ведя бои на Украине. В августе 1941 участвовала в боях под Киевом, в сентябре была переброшена под Стародуб в состав группы армий «Центр», где использовалась для обеспечения безопасности тыла 2й Армии. На октябрь 1941 года дивизия вела наступательные боевые действия в направлении Орла. 25 октября 1941 года с одобрения высшего командования в лице командира дивизии генерал-лейтенанта Карл фон Офена и командира 156 артиллерийского полка, полковника Вильгельма Штрекера, силами 1-го дивизиона 156ап было зверски убито население деревни Хацунь включая 60 детей.
Офицеры причастные к расстрелу: руководитель мероприятий обер-лейтенант Пауль Эйлеман; командир 1-го дивизиона 156ап гауптман Теодор Фридман; лейтенант Хёфель; обер-вахмистр Глезер.
Брянская Хацунь стала, по сути, одной из первых в Советском Союзе деревень, уничтоженных фашистами. А возможно, и первой.
Трагедия в белорусской Хатыни, где оккупанты заживо сожгли 149 человек, произошла через 17 месяцев после хацунской бойни.
Эти события освещены в книге «Хацунская исповедь» Евгения Петровича Кузина.
К июлю 1943 года понесла большие потери и отступила к Ельне, но в октябре того же года снова понесла тяжёлые потери и была фактически уничтожена. Восстановить дивизию удалось 10 сентября 1944. В марте 1945 года дивизия попала в окружение в Хайлигенбайль, а 4 апреля 1945 сдалась в плен советским войскам.

## Командиры
- Генерал Карл Крибель (26 августа 1939 — 24 июля 1940)
- Генерал-лейтенант Пауль фон Хазе (1 августа 1940 — 15 ноября 1940)
- Генерал-майор Карл фон Офен (15 ноября 1940 — 24 января 1943)
- Генерал-лейтенант Отто Людеке (24 января 1943 — 15 августа 1943)
- Генерал-майор Бернард Пампель (1 июня 1944 — 5 июля 1944)
- Генерал-лейтенант Эдмунд Блаурок (5 июля 1944 — 24 марта 1945)